# Psorophora fiebrigi
Psorophora fiebrigi är en tvåvingeart som beskrevs av Edwards 1922. Psorophora fiebrigi ingår i släktet Psorophora och familjen stickmyggor. Inga underarter finns listade i Catalogue of Life.